# L'Infini
L'Infini è una rivista francese fondata da Philippe Sollers presso le Éditions Denoël, quindi passata a Gallimard che ha anche pubblicato una collana editoriale con lo stesso nome, sotto la direzione dello stesso dal 1987.
Dopo l'esperienza di "Tel Quel", Sollers ha portato con sé parte dei redattori (per esempio Julia Kristeva e Marcelin Pleynet) nella nuova rivista, dove ha pubblicato giovani scrittori e critici francesi e qualche firma internazionale, quali Philip Roth, Milan Kundera, Doris Lessing, Fernando Arrabal, Cees Nooteboom, Enrique Vila-Matas, oltre a inediti di Louis-Ferdinand Céline, Antonin Artaud, Francis Scott Fitzgerald, Jack Kerouac, Roland Barthes, Jean Genet, Ernest Hemingway, Witold Gombrowicz, Gilbert Lely e Anaïs Nin.
Tra gli autori pubblicati: Marc-Edouard Nabe, Pierre Bourgeade, François Meyronnis, Yannick Haenel, Frédéric Berthet, David di Nota, Clément Rosset, Alexandre Duval-Stalla, Chantal Thomas, Olivier-Pierre Thébault, Jacqueline Risset, Jean-Michel Lou, Pierre Michon, Thomas Ravier, Cécile Guilbert, Bernard Sichère, Raphaël Denys, Alessandro Mercuri, Steven Sampson, Claude Lanzmann, Marc Fumaroli, Dominique Noguez, Michel Onfray, Catherine Millet, Henri Meschonnic, Gian Carlo Roscioni, Marie Darrieussecq, Jean Starobinski, Giorgio Manganelli, Pascal Quignard ecc..
Nel n. 101 (2008), stampato in occasione del 25º anniversario, c'è il sommario dei numeri precedenti. Fino a marzo 2017 sono usciti 138 numeri.